# Rhabdopygata
Rhabdopygata is een geslacht van hooiwagens uit de familie Assamiidae.
De wetenschappelijke naam Rhabdopygata is voor het eerst geldig gepubliceerd door Roewer in 1954. 

## Soorten
Rhabdopygata is monotypisch en omvat slechts de volgende soort:
- Rhabdopygata mossambica